# Armata kolejowa Schneidera
Armata kolejowa Schneidera – nadarmata francuska: przybliżone dane: donośność 120 km, kaliber 210 mm, długość lufy 110 kal., masa ładunku miotającego 160 kg, masa pocisku 108 kg, prędkość początkowa pocisku 1450 m/s. Prace nad tą armatą rozpoczęto w 1918 r. i przerwano z chwilą zakończenia wojny. Kontynuowano prawdopodobnie w okresie międzywojennym.